# بطولة الكرة الطائرة الأوروبية للرجال 1997
بطولة الكرة الطائرة الأوروبية للرجال 1997 هو الموسم 20 من  بطولة أمم أوروبا للكرة الطائرة للرجال. أشرف على تنظيمه الاتحاد الأوروبي للكرة الطائرة، وكان عدد الأندية المشاركة فيه  12، وفاز فيه منتخب إيطاليا لكرة الطائرة.